# Kabinett Fritsch
Das Kabinett Fritsch (Staatsministerium) bildete von 1819 bis 1843 die von Großherzog Carl August und seinem Nachfolger Carl Friedrich eingesetzte Landesregierung des Großherzogtums Sachsen-Weimar-Eisenach.
| Amt | Name                                 |
| Erstes: Regierungs- und Justizdepartement (Auswärtige Angelegenheiten, Angelegenheiten des Großherzoglichen Hauses, Justiz-, Lehns- und Hoheitssachen, Landesverwaltung-, Polizei-, Militär-, Ökonomie- und Bewaffnungsangelegenheiten, Schul- (bis spätestens 1843) und Kirchenwesen)                                                           | Karl Wilhelm von Fritsch             |
| Zweites: Finanzdepartement | Ernst Christian August von Gersdorff |
| Mitglied (bis längstens 1843), Drittes Departement (ab spätestens 1843) (Angelegenheiten der Oberaufsicht über die unmittelbaren Anstalten für Wissenschaft und Kunst, Universität Jena, Gymnasien und sämtliche Unterrichtsanstalten, Angelegenheiten des Hoftheaters und der Hofkapelle, Militärangelegenheiten, Straßen- und Wasserbausachen) | Christian Wilhelm Schweitzer         |